# Richard Mead
Richard Mead (Stepney, 11 agosto 1673 – Londra, 16 febbraio 1754) è stato un medico britannico.
La sua opera A Short Discourse concerning Pestilential Contagion, and the Method to be used to prevent it (1720), fu di storica importanza per comprendere le malattie contagiose.

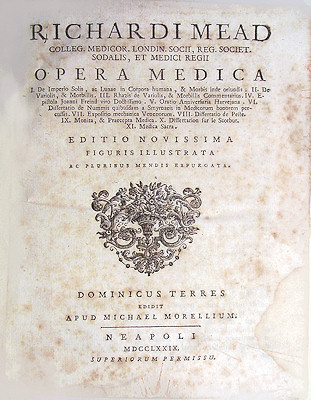
Frontespizio dell'Opera omnia di Mead.

## Biografia
Undicesimo figlio di Matthew Mead (1630–1699), Richard studiò a Utrecht per tre anni con JG Graevius. Avendo deciso di seguire la professione medica, si spostò poi a Leida dove seguì le lezioni di Paul Hermann e Archibald Pitcairne. Nel 1695 si laureò in medicina all'Università di Padova, e nel 1696 tornò a Londra dove ottenne grandi risultati nella sua attività di medico.
Il suo trattato Mechanical Account of Poisons venne pubblicato nel 1702, e l'anno successivo venne ammesso alla Royal Society, alla quale contribuì alla stesura di un documento sulla natura parassitaria della scabbia. Nello stesso anno, fu eletto medico del San Thomas Hospital e nominato a leggere lezioni anatomiche alla Surgeon's Hall. Alla morte di John Radcliffe nel 1714, Mead divenne il capo riconosciuto della sua professione. Egli assistette la regina Anna sul letto di morte e nel 1727 divenne medico di Giorgio II, che in precedenza era già suo paziente quando era principe di Galles.
Mentre era al servizio del re, Mead venne coinvolto nella creazione di una nuova opera umanitaria, l'Ospedale degli Innocenti, sia come fondatore che come consulente medico. L'Ospedale degli Innocenti divenne un ricovero per bambini abbandonati, piuttosto che un ospedale, ma si dice che attraverso il coinvolgimento del dottor Mead, l'Ospizio venne dotato di un'astanteria e di una farmacia. Si suppone che abbia influenzato l'architetto, Theodore Jacobsen, nella costruzione di un ampio cortile per promuovere l'esercizio fisico dei bambini. Un ritratto a grandezza naturale del dottor Mead, donato dall'artista Allan Ramsay nel 1747, assicura che il suo contributo non sarà dimenticato. Il dipinto è esposto attualmente al Museo degli Innocenti.
Mead possedeva una casa di campagna a Old Windsor nel Berkshire, ma morì nella sua casa di Bloomsbury nel 1754. Essa, successivamente, formò la parte iniziale del Great Ormond Street Hospital.

## Visione religiosa
Nel 1755 Meade pubblicò Medica Sacra; Or, A commentary on the most remarkable diseases, mentioned in the Holy Scriptures. Egli fece uso del lavoro del suo presunto parente Joseph Mede, Doctrine of Demons e delle Chronology del suo paziente Isaac Newton per sostenere che le idee pagane relative ai demoni erano entrate Cristianesimo. Come Arthur Ashley Sykes e altri, Mead capì che quando si parla coloro che sono colpiti dai demoni nel Nuovo Testamento, ci si riferisce semplicemente a coloro che soffrono di una qualche malattia:
Che i Daemoniacs, daimonizomenoi, citati nei Vangeli, siano affetti da una malattia molto naturale, anche se di tipo ostinato e difficile, mi sembra molto probabile da quanto leggo.

## Opere
Dopo Mechanical Account of Poisons (2nd ed, 1708), Mead pubblicò:
- il trattato De Imperio Solis ac Lunae in Corpora humana, & Morbis inde oriundis (On the Influence of the Sun and Moon upon Human Bodies and the Diseases Arising Therefrom) (1704)
- A Short Discourse concerning Pestilential Contagion, and the Method to be used to prevent it (1720)
- De variolis et morbillis dissertatio (1747)
- Medica sacra, sive de morbis insignioribus qui in bibliis memorantur commentarius (1748)
- On the Scurvy (1749)
- Monita, & Praecepta Medica (1751)

A Life of Mead di Dr Matthew Maty pubblicato nel 1755.